# 金园街道
金园街道，是中华人民共和国江西省宜春市袁州区下辖的一个乡镇级行政单位。

## 行政区划
金园街道下辖以下地区：
马王塘社区、枫林社区、厚村社区和江丰社区。